# Сталийский, Александр (министр обороны)

Александр Александров Сталийский

Александр Александров Сталийский (болг. Александър Александров Сталийски Сталийски; 4 августа 1925, София — 19 января 2004, София) — болгарский государственный, военный и политический деятель, министр обороны Болгарии (20 мая 1992 — 30 декабря 1992).
Сын А. Сталийского, ультраправого политика, одного из первых идеологов, организаторов и теоретиков фашизма в Болгарии, расстрелянного народной властью в 1945 году.
Активно занялся политикой в 19 лет. В 1944 году был одним из организаторов молодёжной демократической группы. В июне 1946 года на съезде в столичном музыкальном театре, служба ГБ организовала провокацию, в ходе которой возникла стычка, после которой Сталийский и несколько его соратников были арестованы, и провели в лагере для интернированных более 3 месяцев.
В 1946—1947 был членом Демократической партии Болгарии.
В 1947 году окончил Софийский университет. Специалист в области права.
Позже в НРБ подвергался гонениям и преследованиям. Трижды был в лагерях и тюрьме, трижды увольнялся с работы.
В 1991—1994 гг. депутат Народного собрания Болгарии от Демократической партии
В 1992 году стал министром обороны в правительстве премьер-министра Филипа Димитрова. После 1993 года занимался юридической практикой.
Умер в Софии 19 января 2004 года.